# Enrique Caballero
Enrique Caballero es un deportista cubano que compitió en atletismo adaptado. Ganó tres medallas en los Juegos Paralímpicos de Atlanta 1996.

## Palmarés internacional
| Juegos Paralímpicos | Juegos Paralímpicos      | Juegos Paralímpicos | Juegos Paralímpicos   |
| Año                 | Lugar                    | Medalla             | Prueba                |
| ------------------- | ------------------------ | ------------------- | --------------------- |
| 1996                | Atlanta (Estados Unidos) | Medalla de oro      | Salto de longitud F12 |
| 1996                | Atlanta (Estados Unidos) | Medalla de oro      | Triple salto F12      |
| 1996                | Atlanta (Estados Unidos) | Medalla de plata    | 100 m T12             |